# Dictyodisca salvini
Dictyodisca salvini är en insektsart som först beskrevs av Fowler 1898.  Dictyodisca salvini ingår i släktet Dictyodisca och familjen dvärgstritar. Inga underarter finns listade i Catalogue of Life.